# Dirch Passer

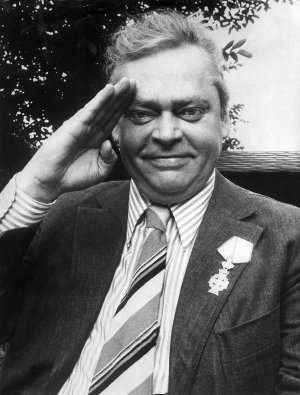
Dirch Passer (1974)

Dirch Hartvig Passer (* 18. Mai 1926 in Kopenhagen-Østerbro; † 3. September 1980 in Kopenhagen) war ein dänischer Schauspieler und populärer Filmkomiker der 1950er bis 1970er Jahre.

## Leben und Wirken
Dirch Passer gab im Jahr 1946 sein Bühnendebüt in dem Stück Seks kammerater und erhielt 1946/47 am Kopenhagener Frederiksberg-Theater seine Schauspielausbildung. Anschließend ging er erstmals auf Tournee durch die dänische Provinz. 1949 kehrte er nach Kopenhagen zurück, um einer Verpflichtung an das ABC-Theater nachzukommen. Dieser Bühne hielt er bis 1962 die Treue. Er entwickelte rasch ein sehr großes Talent für komische Stoffe und am Theater wurde dann die Boulevardkomödie sein bevorzugtes Fach. Er trat aber auch immer wieder in Varieté-Revuen wie der berühmten Cirkusrevyen (Dyrehavsbakken) auf. Mit seinem Kollegen Kjeld Petersen bildete er von 1955 bis 1958 ein in ganz Dänemark beliebtes Komikerduo.
Bereits 1947 stand Dirch Passer erstmals vor der Kamera, mehrmals gab er auch filmische Gastspiele in Schweden. Vor allem in den 1950er und 1960er Jahren war er einer der beliebtesten Filmkomiker in Skandinavien, „der mit intensiver Gesichtsmimik in oft sehr schlichtgestrickten Lustspielen den sinnenfrohen und mitunter ein wenig tolpatschig-einfältigen Durchschnittsdänen verkörperte.“ Im Jahr 1974 wurde er zum Ritter 1. Klasse des Dannebrogordens ernannt.
Einige große Erfolge konnte er an der Seite seines Schauspielkollegen Ove Sprogøe in einer Reihe von Produktionen der Produktionsfirma Saga landen. Gelegentliche Ausflüge in das Charakterfach wie beispielsweise in den Filmen „Gøngehøvdingen“ und „Venus fra Vestø“ hatten jedoch weitaus weniger Erfolg und floppten an der Kinokasse. Gelegentlich trat Passer auch vor die Fernsehkamera. Dem älteren deutschen Publikum ist er vor allem mit einem Sketch in Erinnerung, in dem er als Spielpartner von Rudi Carrell in dessen Show Am laufenden Band im Jahr 1978 einen Zigarettenjunkie spielte, der verzweifelt versucht, sich das Rauchen abzugewöhnen. Insgesamt umfasst Passers künstlerisches Schaffen mehr als 110 Film-und-Fernsehproduktionen. Er war zudem auch viele Jahre lang als Filmproduzent für Spielfilme und als Drehbuchautor für Fernsehformate und Serien aktiv.
Am 3. September 1980 brach er bei einer Revue im Tivoli zusammen und starb trotz Wiederbelebungsversuchen noch am selben Tag gegen 21:20 Uhr im Alter von 54 Jahren im Kopenhagener Stadtkrankenhaus an einem Herzstillstand. Er wurde auf dem Friedhof der Dragør Kirke in Dragør bei Kopenhagen beigesetzt.
In Dänemark wurde im August 2011 der Film Dirch über das Leben und die Karriere von Dirch Passer der Öffentlichkeit vorgestellt. Die Regie zu dem Film führte Martin Zandvliet und die Hauptrolle des Dirch Passers spielte Nikolaj Lie Kaas (Sohn von Preben Kaas), der 2012 dafür mit dem Robert in der Kategorie Bester Hauptdarsteller ausgezeichnet wurde. Zudem wurde mit diesen Film der Schauspieler Lars Ranthe in der Rolle als Kjeld Petersen mit dem Bodil in der Kategorie Bester Nebendarsteller prämiert.

## Familie
Passer wuchs als Sohn des Kapitäns Vilhelm Passer (1898–1975) und seiner Frau Ragnhild Fich (1904–1997) gemeinsam mit fünf Geschwistern in Kopenhagen auf. Er war der Bruder der Schauspielerinnen Marchen Passer und Kirsten Passer.
Passer war zweimal verheiratet, von 1950 bis 1959 mit der Schauspielerin Sigrid Horne-Rasmussen und von 1970 bis 1976 mit der Illustratorin und Künstlerin Hanne Bjerregaard Pedersen (1943–2007). Aus den beiden Ehen hatte er jeweils eine Tochter, Dorte Passer (* 1951) und Josephine Passer (* 1966). In einer weiteren Beziehung lebte er über fünf Jahre mit der Schauspielkollegin Judy Gringer zusammen.

## Filmografie
- 1947: Stjerneskud
- 1950: Den opvakte jumfru
- 1951: Dorte
- 1952: Drömsemester
- 1952: Vi arme syndere
- 1953: Solstik
- 1953: Ved kongelunden
- 1954: I kongens klæ’r
- 1954: Sieben schwarze Büstenhalter (Sju svarta Be-Hå)
- 1955: Det vat på Rundetårn
- 1955: Far och flog
- 1956: Færgekroen
- 1957: Tag til marked i Fjordby
- 1958: Krudt og klunker
- 1958: Styrmand Karlsen
- 1959: Charles tante
- 1959: Uns kann keiner (Soldaterkammerater rykker ud)
- 1960: Baronesse (Baronessen fra benzintanken)
- 1960: Sommer und Sünder (Sommar och syndare)
- 1960: Verliebt in Kopenhagen (Forelsket i København)
- 1960: Reptilicus
- 1961: Gøngehøvdingen
- 1961: Peters baby
- 1962: Lykkens musikanter
- 1962: Oskar
- 1962: Das tosende Himmelbett (Pigen og pressefotografen)
- 1962: Das tosende Paradies (Det tossede paradis)
- 1963: Immer wenn sie baden ging (Hvis lille piger er du?)
- 1963: Drei Mädchen in Paris (Tre piger i Paris)
- 1963: Fräulein unberührt (Frøken Nitouche)
- 1964: Blindgänger vom Dienst (Majorens oppasser)
- 1964: Sommer i Tyrol
- 1964: Die Jungfrau in der Hängematte (Blåjackor)
- 1965: Die Flottenpflaume (Fladens fryske fyre)
- 1965: Passer passer piger
- 1965: Pack den Playboy in den Schrank (Pigen og millionæren)
- 1966: Slap af, Frede!
- 1966: Ich, ein Liebhaber (Jeg – en elsker)
- 1966: Zieh’ dich an, Komtesse (Pigen og greven)
- 1967: Cirkusrevyen 67
- 1967: Vergiß nicht, deine Frau zu küssen (Els…din næste!)
- 1968: Dyrlægens plejebørn
- 1968: Min søsters børn vælter byen
- 1969: Sjov i gaden
- 1969: Die mannstollen Weiber (Kyrkoherden)
- 1970: Amour
- 1970: Vier tolle Jungs der Prärie (Præriens skrappe drenge)
- 1971: Guld til præriens skrappe drenge
- 1971: Hvor er liget, Møller?
- 1972: Lenin, din gavtyv!
- 1972: Professor Bumskes Liebesschule (Takt og tone i himmelsengen)
- 1973: Mig og mafiaen
- 1973: Solstik på badehotellet
- 1974: Mafiaen – det er osse mig
- 1975: Piger i trøjen
- 1976: Piger i trøjen 2
- 1977: Piger til søs
- 1977–1980: En by i provinsen (durchgehende Rolle in einer Fernsehserie)
- 1978: Fængslende feriedage